# سعید خانی (تهیه‌کننده)
سعید خانی تهیه‌کننده سینمای ایران و مدیر شرکت پخش خانه فیلم است. وی برنده سیمرغ بلورین بهترین فیلم اول از چهل و سومین دوره جشنواره فیلم فجر برای فیلم سینمایی رها است.

## تهیه‌کننده
- رها (۱۴۰۳)
- جان‌سخت (۱۴۰۳)
- سال گربه (۱۴۰۲)
- سیاه چاله (۱۴۰۲)
- حرفه ای (۱۴۰۰)
- لیپار (۱۳۹۹)
- دوزیست (۱۳۹۸)
- لونه زنبور (۱۳۹۶)
- ارادتمند؛ نازنین بهاره تینا (۱۳۹۵)
- من (۱۳۹۴)

## جوایز
| سال  | جشنواره                           | بخش                           | اثر | نتیجه    | جایزه        | منبع  |
| ---- | --------------------------------- | ----------------------------- | --- | -------- | ------------ | ----- |
| ۱۴۰۳ | چهل و سومین دوره جشنواره فیلم فجر | بهترین فیلم اول               | رها | برنده    | سیمرغ بلورین | [ ۱ ] |
| ۱۴۰۳ | چهل و سومین دوره جشنواره فیلم فجر | بهترین فیلم از نگاه تماشاگران | رها | نامزدشده | سیمرغ بلورین | [ ۱ ] |